# Sakupljač
Sakupljač je prva srpska naučno-fantastična serija. Snimljena je 2005. godine u produkciji televizije Studio B i ima 12 epizoda. Nastala je po priči Zorana Živkovića, dobitnika Svetske nagrade za fantastiku. Sve epizode je režirao autor Marko Kamenica.
Priče mogu da se prate zasebno, kao desetominutne epizode, ali one grade i zajedničku celinu koju povezuje Sakupljač, lik kog igra Petar Kralj. U ovoj, prvoj dramskoj seriji u produkciji Studija B uz njega se pojavljuje još jedan glumac, različit od epizode do epizode, a menja se i sakupljačeva strast: tako on skuplja dane iz tuđeg sećanja, nadu drugih ljudi, autograme onih koji će uskoro umreti... U ovom dramskom serijalu pored Petara Kralja u pojedinim epizdama se pojavljuju Branislav Ciga Jerinić, Dubravko Jovanović, Srđan Ivanović i Milan Caci Mihailović....
Serija je urađena s minimalnim specijalnim efektima ali epizode su jako intrigantne i teraju gledaoca na razmišljanje o nekim suštinskim stvarima, što ih donekle čini sličnim Zoni sumraka.